# 科尔内亚-代勒韦科勒
科尔内亚-代勒韦科勒（法語：Corneilla-del-Vercol，法語發音：[kɔʁnɛja dɛl vɛʁkɔl] ⓘ）是法国东比利牛斯省的一个市镇，属于佩皮尼昂区

## 地理
科尔内亚-代勒韦科勒（42°37'27"N, 2°57'5"E）面积5.43 平方千米，位于法国奧克西塔尼大區东比利牛斯省，该省份为法国大陆部分最南部的省份，涵盖了北加泰罗尼亚，北起奥德省，西接阿列日省和安道尔，南与西班牙接壤，东临地中海。
与科尔内亚-代勒韦科勒接壤的市镇（或旧市镇、城区）包括：泰扎、阿莱尼亚、埃尔讷、蒙泰斯科、拉奥新城。
科尔内亚-代勒韦科勒的时区为UTC+01:00、UTC+02:00（夏令时）。

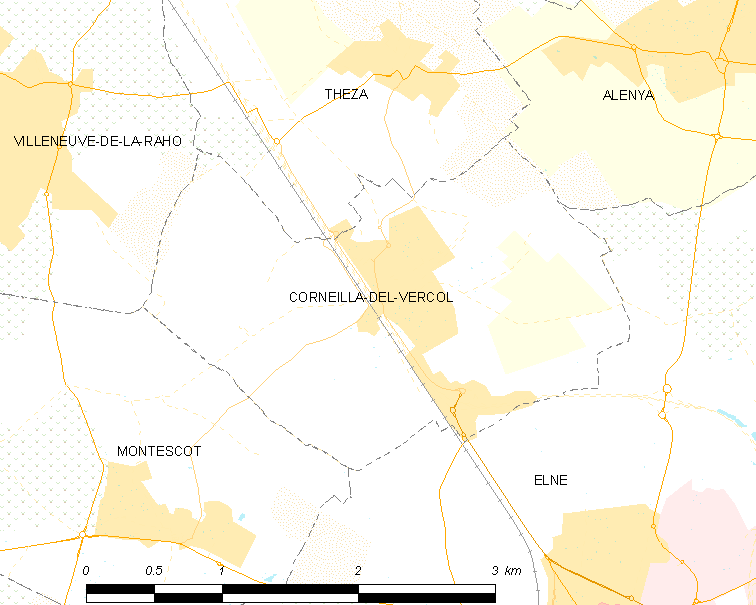
科尔内亚-代勒韦科勒的OSM定位图

## 行政
科尔内亚-代勒韦科勒的邮政编码为66200，INSEE市镇编码为66059。

## 政治
科尔内亚-代勒韦科勒所属的省级选区为伊利贝里斯平原县。

## 人口

1962-2008年间科尔内亚-代勒韦科勒人口变化图示

科尔内亚-代勒韦科勒于2022年1月1日时的人口数量为2679人。